# Поверхневе загартування
Поверхне́ве загартува́ння (англ. surface hardening) — термічна обробка гартуванням, при якій гартується лише поверхневий шар виробу на задану глибину, тоді як серцевина виробу залишається незагартованою. В результаті поверхневий шар має високу міцність і твердість, а серцевина виробу залишається пластичною і в'язкою, що забезпечує високу зносостійкість і одночасно стійкість до динамічних навантажень.

## Види поверхневого гартування
В промисловості знайшли застосування наступні методи поверхневого гартування:
- загартування з індукційним нагріванням струмами високої частоти (СВЧ) при масовому обробленні сталевих виробів;
- загартування з електроконтактним нагріванням;
- газополуменеве поверхневе загартування з нагріванням полум'ям газових чи ацетилен-кисневих пальників (температура полум'я може перевищувати 3000 °С) для одиничних крупних виробів;
- загартування в електроліті для невеликих деталей у масовому виробництві;
- лазерне загартування, що дозволяє суттєво збільшити зносостійкість та контактну міцність.

Усі перелічені вище способи, якими здійснюється поверхневе загартування сталей мають спільне те, що поверхневий шар деталі нагрівають до температури вищої за критичну точку A3 (див. діаграма стану сплавів залізо-вуглець), а потім швидко охолоджують з отриманням у поверхневому шарі структури мартенситу (загартованої сталі).
Найбільшого поширення отримало поверхневе загартування сталей з індукційним нагріванням СВЧ. Дещо рідше, в основному для крупних виробів, використовують метод з нагріванням газовим полум'ям.

### Поверхневе загартування з нагріванням СВЧ
Сутність процесу поверхневого гартування сталі при нагріванні струмами високої частоти полягає в тому, що деталь нагрівають на спеціальній установці за допомогою мідного індуктора, виконаного за формою деталі, що гартується. Через нього пропускають  струм високої частоти. Поверхня деталі нагрівається за декілька секунд на необхідну глибину. Після цього струм вимикають і швидко охолоджують деталь. У процесі загартування всередині індуктора циркулює вода для відведення тепла, і тому він не нагрівається.
Поверхневе індукційне загартування сталі струмами високої частоти тіл складної форми, таких як зірочки, шліцьові вали та зубчасті колеса має на меті забезпечити рівномірну твердість і однакову глибину загартованого шару по всьому периметру зуба і западини. Тут вирішальний вплив на якість гартування деталей складної форми робить частота, на якій ведеться індукційне гартування, а також питома потужність нагрівання. Для кожної конкретної деталі зі сталі розробляється власна технологія гартування на основі комп'ютерного моделювання нагрівання та охолодження, лабораторних металографічних досліджень загартованого шару сталі й експериментального відпрацювання режимів загартування на зразках.

### Поверхневе загартування з електроконтактним нагріванням
Метод поверхневого гартування сталі з електроконтакним нагріванням полягає в наступному. Нагрівання деталі відбувається при виділенні тепла в місці контакту деталі з електродом, виконаним у формі мідного ролика, прикріпленого до спеціального пристосування. Охолоджують поверхню гартування деталі за допомогою душу, що переміщається слідом за електродом.

### Поверхневе загартування з нагріванням газовим пальником
Поверхневе загартування сталі методом нагрівання газополуменевим пальником полягає у тому, що поверхню деталі нагрівають у полум'ї ацетилен-кисневого пальника до необхідної температури загартування, а потім швидко охолоджують струменем холодної води. Відбувається це таким чином: газовий пальник з певною швидкістю рухається над поверхнею гартування деталі, а за пальником, з тією ж швидкістю переміщається гартівна трубка, через яку здійснюється подавання води. Полум'я ацетилен-кисневого пальника має температуру 2500…3200 °С, і тому, воно нагріває поверхню виробу до необхідної для загартування температури за дуже короткий проміжок часу. За той час шари сталі, що лежать під поверхнею, не встигають прогрітися до критичної точки і не загартовуються. Товщина загартованого шару становить 2…4 мм, а твердість сягає HRC 50…56. Поверхневе загартування сталі газополуменевим методом менше деформує деталь із сталі, ніж об'ємне гартування. Такий метод поверхневого гартування сталі є рентабельнішим для великих деталей, ніж гартування з індукційним нагріванням СВЧ.

### Поверхневе загартування в електроліті
Спосіб поверхневого загартування в електроліті полягає в тому, що деталь, що підлягає гартуванню занурюється на деяку глибину в розчин кальцинованої соди. Тоді через розчин (електроліт) і деталь пропускають електричний струм. Різниця між гальванічними ваннами гальванічних цехів і нагріванням в електроліті під загартування полягає в тому, що напруга електричного струму в гальванічних ваннах становить лише декілька вольт, тоді як при загартуванні в електроліті напруга є значно вищою: 200 В і більше.
Під впливом електричного струму навколо зануреної частини деталі утворюється тонкий шар, що складається з бульбашок водню. Внаслідок слабкої електропровідності водню опір проходженню струму зростає, занурений кінець деталі швидко нагрівається. Після того як деталь нагріється, струм вимикають і деталь гартують у воді або оливі.

### Лазерне поверхневе загартування
Поверхневе загартування конструкційних сталей і сплавів лазерним променем значно збільшує термін служби навантажених вузлів (у 3…5 разів). Вплив лазерного випромінювання на поверхню дозволяє отримати глибину зміцнення до 1,5 мм при ширині одиничних смуг 2…15 мм. Обробці зазвичай піддаються деталі, що працюють в умовах інтенсивного зношування: напрямні верстатів, деталі двигунів внутрішнього згоряння, кільця підшипників, вали, барабани, запірна арматура, різальний інструмент, штампове оснащення.